# Ріхард Лінтнер
Ріхард Лінтнер (словац. Richard Lintner; народився 15 листопада 1977 у м. Тренчин, ЧССР) — словацький хокеїст, захисник. 
Вихованець хокейної школи «Дукла» (Тренчин). Виступав за «Дукла» (Тренчин), ХК «Спішска Нова Вес», «Спрингфілд Фелконс» (АХЛ), «Мілвокі Едміралс» (ІХЛ), «Нашвілл Предаторс», «МОДО Хокей», «Нью-Йорк Рейнджерс», «Гартфорд Вульф-Пек» (АХЛ), «Піттсбург Пінгвінс», «Вілкс-Барре Пінгвінс» (АХЛ), «Юргорден» (Стокгольм), «Фрібур-Готтерон», «Шеллефтео», «Фер'єстад» (Карлстад), «Динамо» (Мінськ), СайПа (Лаппеенранта).
У складі національної збірної Словаччини провів 104 матчі (13 голів); учасник зимових Олімпійських ігор 2002, учасник чемпіонатів світу 2001, 2002, 2003, 2004, 2005 і 2010, учасник Кубка світу 2004. У складі молодіжної збірної Словаччини учасник чемпіонатів світу 1996 і 1997. У складі юніорської збірної Словаччини учасник чемпіонату Європи 1995.
Чемпіон світу (2002), бронзовий призер (2003). Срібний призер чемпіонату Швеції (2002). Володар Кубка Шпенглера (2009).